# Farnaz Abdoli
Farnaz Abdoli (nacida en 1987) es una diseñadora de moda iraní quien fundó en 2011 su propia marca: POOSH-e MA. Diseña ropa para mujeres, en particular para las mujeres de Irán, las cuales están sometidas a llevar hiyabs y chadores. Se considera a sí misma "osada... y yo animo a las mujeres a ser también innovadoras en la manera en que visten." 
Abdoli utiliza colores brillantes y patrones y cortes de influencia occidental, mientras permanece dentro del código de vestimenta de los ideales islámicos de Irán. Sus diseños artísticos y osados y sus piezas a medida han ocasionado conflictos entre el gobierno iraní y su marca. El objetivo de Abdoli para su marca es desafiar al gobierno, pero lo que es más importante, para dejar que las mujeres iraníes se expresen a través de la moda.

## Primeros años
Farnaz Abdoli creció arriba en Shiraz, Irán, con su familia, pero se mudó a Teherán más tarde. Ella describe su amor por la moda desde que era una niña que vivía en Irán; "Como chica joven, no era capaz de encontrar mi ropa de calle deseada". Esto se debe a la Revolución iraní, la cual duró desde 1978 hasta 1979. 
La revolución introdujo un gobierno islámico, introduciendo sanciones para las mujeres, que estaban sometidas a llevar hiyabs y ropa holgada. Esta ley había sido establecida por Mahmoud Ahmadineyad, quien era el dirigente de la milicia Basij; la milicia aplicó este código de vestimenta por todo Irán, arrestando a cualquiera que rechazase llevar la vestimenta legalmente requerida.
La pasión de Abdoli también derivaba de diseñar ropas para ella misma y para su hermana, y luego su madre se las cosería. Está agradecida a su madre por dejarle ser una apasionada de la moda. Abdoli también habla inglés con fluidez y persa.

## Educación
Abdoli empezó primero en el The Art Institute of Shiraz (2007-2009), donde consiguió su grado en diseño gráfico. Para expandir en sus conocimientos en diseño gráfico, fue después a la Sariyan University en Sari, Irán. Después de dos años de estudio (2009-2011), consiguió su Grado en Diseño Gráfico. Durante sus cuatro años de educación, Abdoli también trabajó como diseñadora gráfica freelance; trabajando con técnicas como procesar, diseñar y trabajar con aplicaciones gráficas.
Abdoli empezó una carrera en el mundo de la moda en el Istituto Europeo di Design de Barcelona, donde estudió un curso corto de Diseño de Ropa/Moda, el cual duró menos de un año (2014). Abdoli consiguió su Máster en Administración de Empresas (MBA) en la Shahid Beheshti Universidad en los años 2014-2015.

## POOSH-e MA
Desde 2012, el foco principal de Abdoli ha sido su marca propia llamada POOSH-e MA. Originalmente llamado "Poosh" (significando "tela" en persa),  fue fundada en 2011.  Su función en la compañía es la de ser Fundadora, Diseñadora Senior y Directora Creativa. Como trabajo complementario, Abdoli actualmente trabaja comoactriz también, trabajando en un teatro desde 2007. Su primera colección fue una colaboración con “Street Style Fashion” la cual está establecida en la Galería de Diseño en Shiraz. Después del debut de su marca, empezó a trabajar con Mohammad Reza Vojoodi (el jefe de operaciones de POOSH-e MA).
Abdoli y Vojoodi sacaron su colección primavera/verano de 2013, la cual atrajo la atención de medios de comunicación, tales como periódicos en Irán, California y Alemania, la BBC World News, la BBC persa, la radio alemana y la CNN. Los medios de comunicación describen la marca como "innovadora, audaz y fresca mientras que sigue siendo respetuosa para las mujeres de Irán," y "colorida y moderna". Abdoli ha exhibido más colecciones, incluyendo la colección de POOSH-e MA otoño/invierno de 2013/14, la cual introdujo su ‘colección sonrisa'. Luego, lanzó su colección floral primavera/verano de 2014 y finalmente su colección otoño/invierno de 2014/15. Para estos desfiles, trabajó junto a otras artistas y diseñadoras iraníes, como Reza Alaeddini, Hadi Qashqaei, Mohammadreza Rezania, Majid Haghighi Khoshbakht y su compañero de trabajo Mohammad Reza Vojoodi.
Los productos de POOSH-e MA están hechos con tejidos importados de Turquía por una compañía profesional de sastrería, y ha declarado que mantienen calidades ideales en la fábrica privada. Se estima que hay entre 51 y 200 empleados trabajando para la compañía. Abdoli actualmente tiene dos tiendas en Teherán.
POOSH-e MA tiene presencia en las redes sociales como LinkedIn, Facebook e Instagram. A partir de 2019,  ella tiene aproximadamente 84,200 seguidores en Facebook y 81,700 en Instagram.

## Reacción social y política
A pesar del éxito con su marca, Abdoli es una de las muchas diseñadoras de moda iraníes que han recibido críticas por parte del gobierno. Esto ha resultado en que las autoridades iraníes hayan bloqueado ciertos sitios web y páginas de redes sociales, ya que querían que las mujeres se vistiesen sencillamente y que ellas no fuesen influenciadas por los ellos para ser influidos por los diseñadores emergentes.
En 2013, cuando POOSH-e MA creció en popularidad, Abdoli recibió mucho escepticismo por parte de las mujeres iraníes que preguntaban si su colección era verdaderamente apropiada para llevar en el exterior. Además, la colección primavera/verano de 2013 de POOSH-e Ma experimentó una reacción adversa de los medios de comunicación; la página web Bultan News describió la colección de Abdoli como “la campaña de prostitución de la primavera” y había acusado a su marca de moda de ser ilícita. La reclamación de POOSH-e Ma de ser ‘demasiado provocativa' es porque sus modelos llevan leggings en vez de pantalones de pernera ancha, camisetas con manga tres cuartos en vez de túnicas de manga larga, y ropa ajustada en vez de ropa holgada.
En 2016, la policía iraní cerró 800 tiendas por vender ropa políticamente ropa desafiante y dio a más de 3,000 tiendas un aviso formal. POOSH-e MA recibió reacciones negativas después de este suceso por el parlamentario iraní, Zohreh Tabibzadeh. Describió la colección de Abdoli (la cual contenía la palabra 'Reina') como un “plan calculado para subvertir los valores tradicionales” y también declaró que la colección de Abdoli era una “manifestación fea de una tendencia occidental que se ha introducido en nuestro país con intenciones de malvadas ideada detrás de las escenas.”
En los últimos cinco años, Irán ha crecido drásticamente en términos de dar a las mujeres algunos derechos, especialmente en la industria de moda. Abdoli ha mencionado que Irán ha cambiado para mejor, “Ahora no puedes contar el número de personas implicadas en la moda en Irán, con muchas compañías formando modelos y diseñando e incluso ofreciendo certificados.” Irán también aprobó una ley en diciembre de 2017 por la que las mujeres tienen la elección a parcialmente llevar el hiyab. Aun así, no llevar un hiyab en absoluto resultaría en ir a clases de educación islámica.
Abdoli es parte de una Revolución de la Moda iraní, explorando la alta costura y trayendo la demanda de las tendencias de moda occidentales al Oriente Medio. Los artículos han hablado sobre las ambiciosas manera de Abdoli de promover una vestimenta a la moda.